# 普通
普通（520年正月－527年三月）是梁武帝萧衍的第二个年号，共6年餘。

## 纪年
| 普通 | 元年  | 二年  | 三年  | 四年  | 五年  | 六年  | 七年  | 八年  |
| ---- | ----- | ----- | ----- | ----- | ----- | ----- | ----- | ----- |
| 公元 | 520年 | 521年 | 522年 | 523年 | 524年 | 525年 | 526年 | 527年 |
| 干支 | 庚子  | 辛丑  | 壬寅  | 癸卯  | 甲辰  | 乙巳  | 丙午  | 丁未  |

## 参看
- 中国年号索引
- 同期存在的其他政权年号
  - 神龜（518年二月－520年七月）：北魏政权北魏孝明帝元詡年号
  - 正光（520年七月－525年六月）：北魏政权北魏孝明帝元詡年号
  - 孝昌（525年六月－528年正月）：北魏政权北魏孝明帝元詡年号
  - 真王（523年三月－525年六月）：北魏時期六鎮領導破六韩拔陵年号
  - 天建（524年六月－527年九月）：北魏時期領導莫折念生年号
  - 天啓（525年正月—三月）：北魏時期領導元法僧年号
  - 真王（525年八月－528年二月）：北魏時期領導杜洛周年号
  - 神嘉（525年十二月－535年三月）：北魏時期領導劉蠡升年号
  - 魯興或普興（526年正月—八月）：北魏時期領導鮮于修禮年号
  - 始建：北魏時期領導陳雙熾年号
  - 廣安（526年九月－528年九月）：北魏時期領導葛荣年号
  - 天授（527年七月）：北魏時期領導劉獲、鄭辯年号
  - 隆緒（527年十月－528年正月）：北魏時期領導萧宝夤年号
  - 建昌（508年－520年）：柔然政权豆罗伏跋豆伐可汗丑奴年号
  - 義熙：高昌政权麴嘉年号
  - 甘露：高昌政权麴光年号